# Ocyptamus virga
Ocyptamus virga är en tvåvingeart som först beskrevs av Fluke 1942.  Ocyptamus virga ingår i släktet Ocyptamus och familjen blomflugor.
Artens utbredningsområde är Ecuador. Inga underarter finns listade i Catalogue of Life.